# Пёс-газонокосильщик
«Пёс-газонокосильщик» (англ. Lawnmower Dog) — второй эпизод первого сезона американского мультсериала «Рик и Морти». Сценарий к эпизоду написал Райан Ридли, режиссёром выступил Джон Райс.
Название эпизода отсылает к фильму «Человек-газонокосильщик» (1992).
Премьера эпизода состоялась 9 декабря 2013 года в блоке Adult Swim на Cartoon Network. Эпизод посмотрели около 1,5 миллиона зрителей во время выхода в эфир.

## Сюжет
Собака Морти Снаффлз нюхает и злит Джерри, постоянно мочась на ковёр. Расстроенный, Джерри просит у Рика устройство, которое могло бы сделать Снаффлза умнее. Рик создаёт устройство, которое делает Снаффлза достаточно умным, чтобы он мог делать что-то, как нормальный человек, например, ходить в туалет. Тем временем Рик планирует войти в сон учителя математики Морти, мистера Голденфольда, чтобы он повысил оценки Морти, тем самым позволяя Морти чаще проводить время с Риком. Двое входят в сон Голденфольда. Сон происходит в самолёте, где Рик притворяется террористом, угрожающим взорвать их, если Голденфольд не поставит Морти высокие оценки, но Голденфольд решает дать отпор и вытаскивает два пулемёта. Рик понимает, что Голденфольд имеет больше контроля над своими снами, чем он ожидал, а также говорит, что, если они умрут во сне, они умрут в реальной жизни. Тем временем Снаффлз пытается поговорить со своими хозяевами устно, но не может. Он открывает батарейный отсек на шлеме и понимает, что его можно зарядить дополнительными батарейками.
Всё ещё застряв во сне, Рик пытается вести переговоры с Голденфольдом, используя миссис Оладушку, в качестве живого щита. Из-за этого все в самолёте в панике. Один из пассажиров открывает дверь из самолёта, и всех высасывает наружу. Миссис Оладушка находит парашют и открывает его, а Голденфольд уже посадил самолет. Рик и Морти хватаются за Оладушку, но Голденфольд создал устройство, чтобы достать Оладушку с неба и оставить Рика и Морти падать в котёл с лавой. Однако эти двое погружаются в сон Оладушки, чтобы замедлить время. Сон Оладушки — это межгалактический секс-клуб и темница садомазохизма, наполненная доминантками. Саммер в нижнем белье заставляет двоих чувствовать себя некомфортно, выделяя их. Кентавр-охранник угрожает убить их, и они отправляются в сон кентавра, где трое убегают от «легально существующей подделки» Фредди Крюгера по имени Страшный Терри. Тем временем Снаффлз создал роботизированную руку и динамик, которые он использует, чтобы хватать вещи и общаться, хотя и на ломаном английском. Взгляд Снаффлза на жизнь изменился после просмотра телевизионной передачи о приручении собак и принуждении их к подчинению.
Всё ещё убегая, Рик и Морти отправляются в сон маленькой девочки, чтобы спастись от Страшного Терри. Вернувшись к тому, что похоже на тот же сон, двое также узнают, что Терри может путешествовать по снам. Создав себе мощный роботизированный костюм, Снаффлз меняет своё имя на Снежок и берёт на себя господство над домом. Находясь в новом сне, Терри всё ещё преследует Рика и Морти. Двое следуют за ним обратно в его дом и входят в его сон. Они видят, что он боится потерпеть неудачу в своей работе, и спасают его от смущения в школе. В свою очередь, он помогает им вернуться в реальность и в процессе убедить Голденфольда поднять оценки Морти. Вернувшись в обычный мир, они обнаруживают, что Снежок привёл армию сверхразумных собак к грани глобального господства над человечеством. Снежок позволяет Морти жить рядом с ним, в то время как остальной мир порабощён по прихоти собак. В то время как собаки подвергают людей подобным действиям, которым люди подвергали собак, Морти живёт в роскоши. Рик показывает ему, что эти двое на самом деле находятся во сне Снежка. Рик отравляет почки Морти, заставляя Снежка заботиться о здоровье Морти. Снежок выходит из своего сна и понимает, что угнетение людей приносит горе и жестокость. Снежок и собаки меняют свой план и вместо этого решают жить в собственном мире.
В сцене после титров старого учителя класса Страшного Терри заменил Страшный Гленн, барабанщик-хиппи. Рик и Страшный Терри сидят с учениками и курят марихуану, довольные этим изменением.

## Отзывы
Зак Хэндлен из The A.V. Club дал эпизоду оценку A, заявив, что это был «пик шоу на данный момент». Уильям Манзо из Junkie Monkeys похвалил эпизод, сказав, что он был «долгожданным сюрпризом по сравнению с пилотным эпизодом», поставив ему 10/10.